# Diadema (joia)

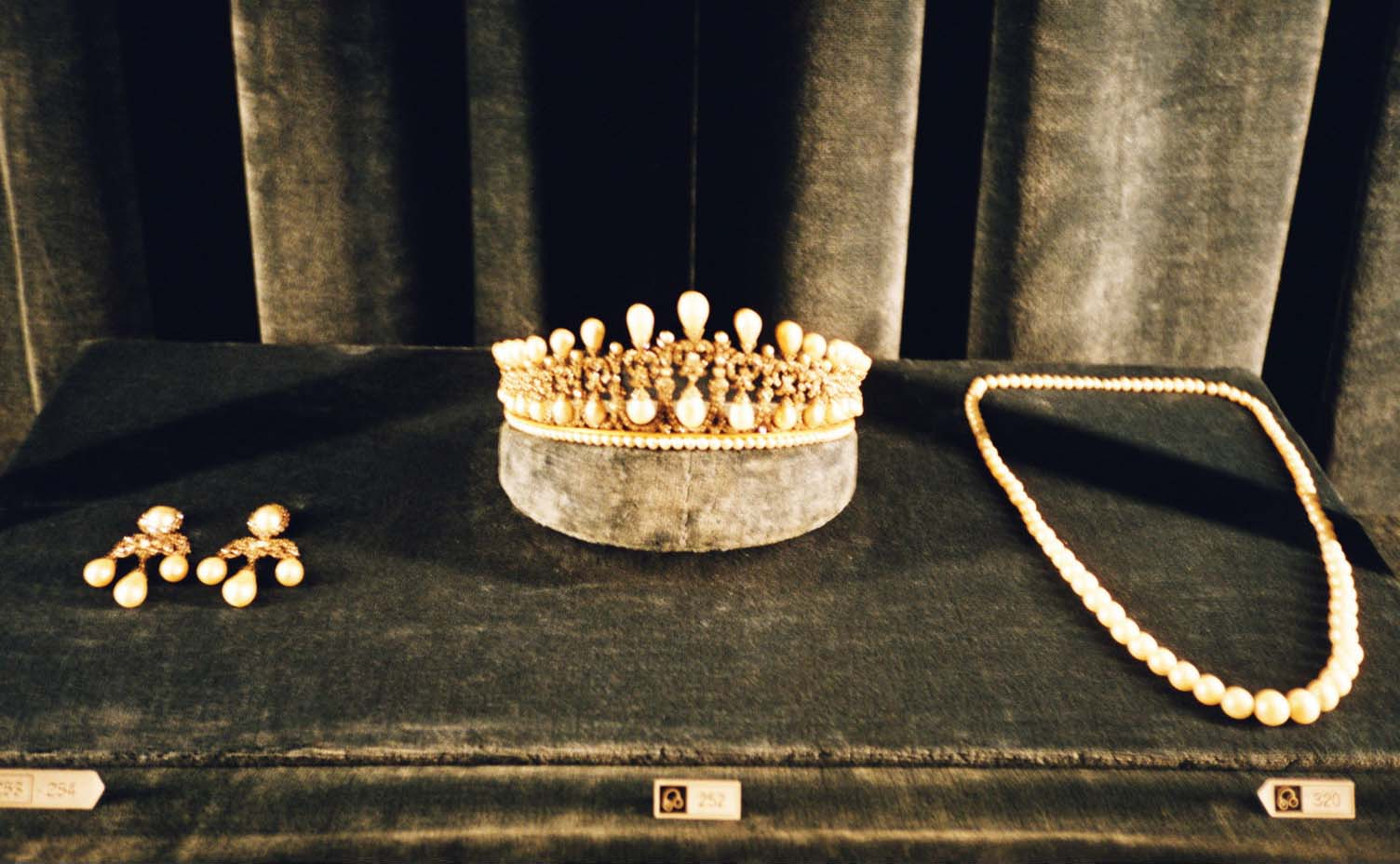
Ao centro, diadema de pérolas da Baviera.

O diadema (substantivo masculino; em grego clássico: διάδημα, derivado de διαδέω, "ligar em torno"), também chamado tiara, é uma joia utilizada na cabeça e considerada como distintivo real, um logotipo. Tem forma de cinta, de brinco, de piercing ou de meia-coroa. Hoje em dia, é também usado com peça de adorno, especialmente em noivas.

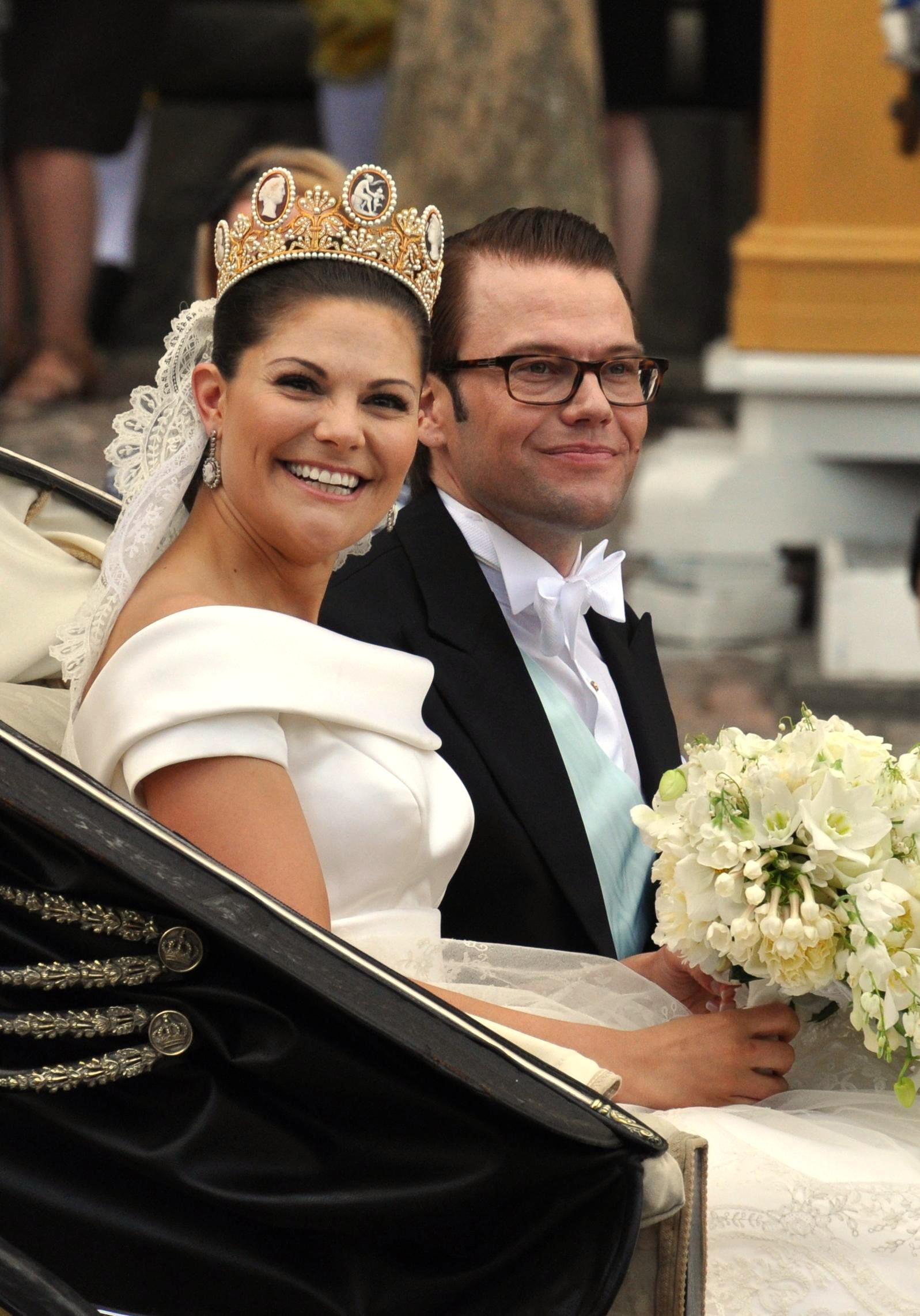
Vitória, Princesa Herdeira da Suécia no dia de seu casamento, vestindo a famosa tiara de camafeu. Foi feito para a imperatriz Josefina, primeira esposa de Napoleão I, pelo joalheiro da Coroa Francesa, Marie-Etienne Nitot, em Paris em 1811. O centro oval representa Cupido e Psiquê.
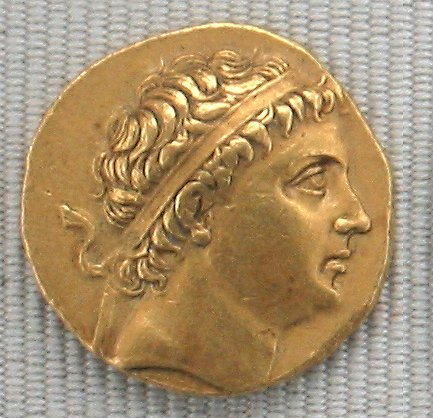
Diódoto I vestindo o diadema, uma fita branca que era o símbolo helenístico da realeza.
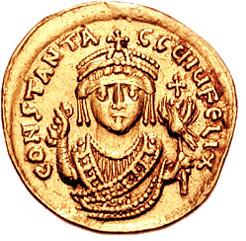
Soldo com efígie do imperador bizantino Tibério II com diadema
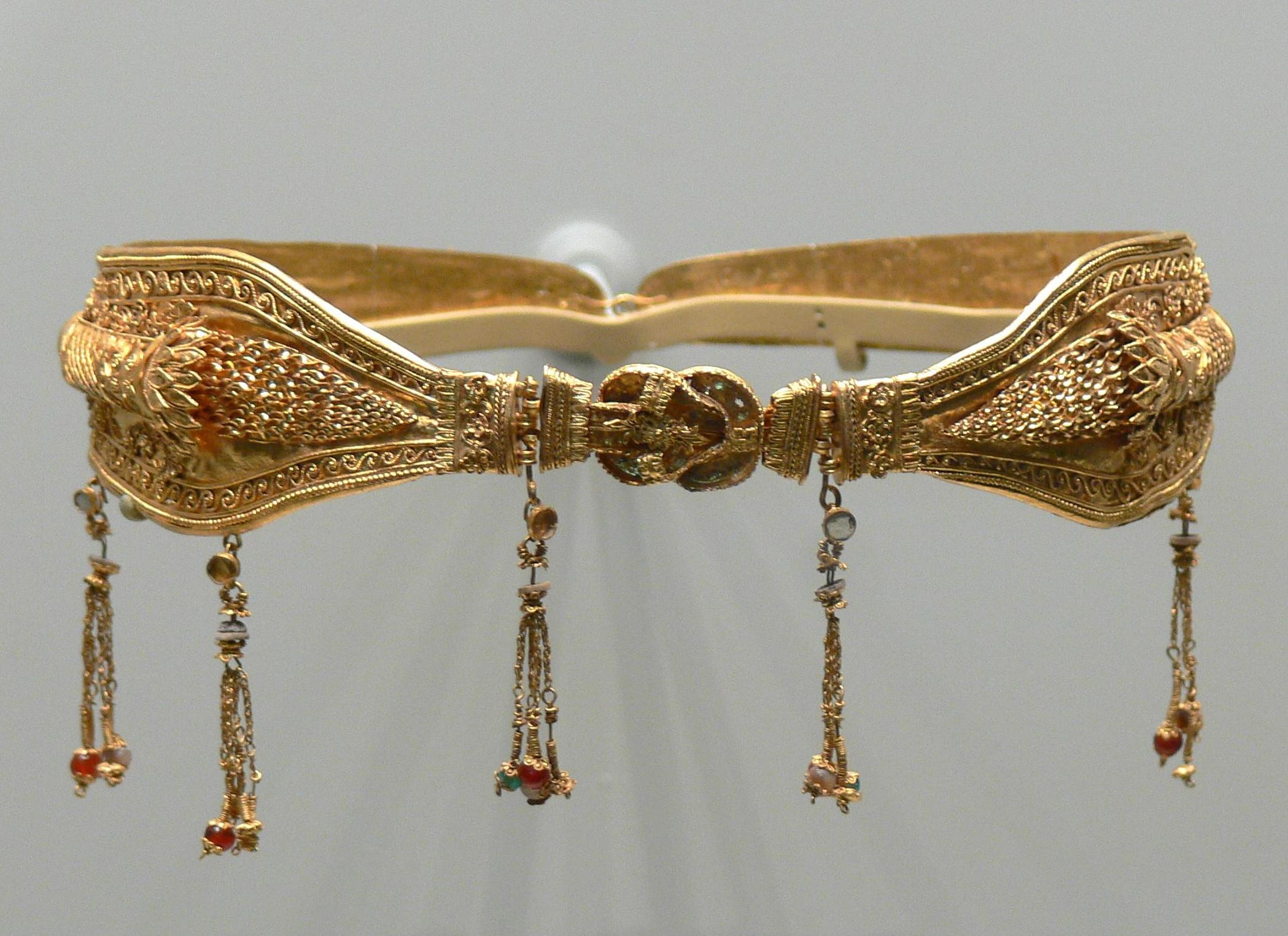
Um diadema de ouro. Grego, provavelmente feito em Alexandria, no Egito, em 220−100 a.C.. A peça provavelmente pertencia a uma mulher nobre da dinastia de Ptolomeu. O fecho é em forma de nó de Hércules, para proteção.
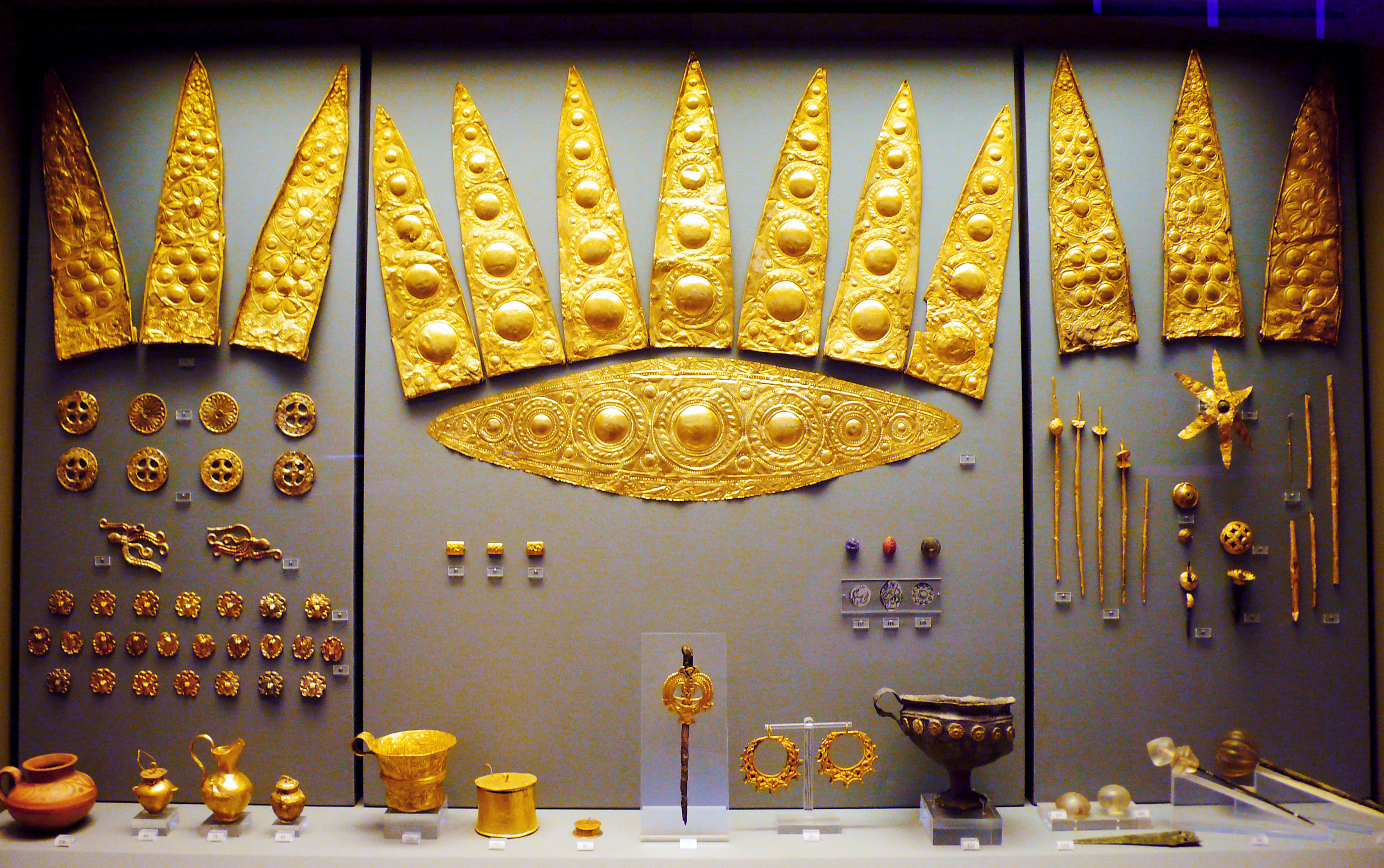
Diadema elíptico de Micenas, na Grécia. século XVI a.C.